# 卡伊迪-迪雷
卡伊迪-迪雷是葡萄牙波尔图区的一个堂区。总面积6.66平方公里，总人口2636人，人口密度395.8人/平方公里。